# Jason Hu
Jason Hu Chih-chiang (Chino tradicional: 胡志強; chino simplificado: 胡志强; pinyin: Hú Zhìqiáng; Wade–Giles: Hú Chìh-chiáng) (Pekín, 15 de mayo de 1948) es un funcionario gubernamental y político de Taiwán. Es miembro del Kuomintang (KMT), principal partido de la coalición pan-azul.

## Biografía
Hu nació en Beijing (entonces conocido como Peiping), China, y fue traído a Taiwán como un niño pequeño cuando los nacionalistas chinos perdieron la guerra civil con los comunistas.
Después de graduarse en la Escuela Municipal de Taichung, entonces conocido como Chu-jen (居仁, Hanyu Pinyin: Juren) High School, Jason Hu asistió a la Universidad Nacional Chengchi, donde estudió en el Departamento de Estudios Diplomáticos. Después de graduarse en 1970, se fue a estudiar al Reino Unido, primero en la Universidad de Southampton, donde estudió Relaciones Internacionales, y luego en la Balliol College, Universidad de Oxford, donde obtuvo su doctorado en Relaciones Internacionales en 1984. Cuando regresó a Taiwán, se convirtió en profesor del Instituto Sun Yat-Sen de Estudios Internacionales de Universidad Nacional Sun Yat-sen. Fue profesor allí hasta que entró en servicio gubernamental en 1990. Fue representante de Taiwán en la Oficina Representativa Económica y Cultural de Taipéi en los Estados Unidos (1996-1997) y Ministro de Asuntos Exteriores desde el 20 de octubre de 1997 al 30 de noviembre de 1999.  
Actualmente cumple su mandato como alcalde de la nueva Municipalidad de Taichung. Su mandato actual finaliza en 2014.. 
Su hija, Ting-Ting Hu, es una actriz, británica de nacimiento.